# Grasa Tour
Il Grasa Tour è il terzo tour musicale della cantante argentina Nathy Peluso, a supporto del suo secondo album in studio Grasa (2024).

## Scaletta
Questa scaletta rappresenta quella del concerto del 30 ottobre 2024 a Buenos Aires. Non è, pertanto, rappresentativa per tutti gli spettacoli del tour.
1. Corleone
2. Aprender a amar
3. Business Woman
4. Legendario
5. Real
6. Delito
7. Ateo
8. No les creo nada - Skit
9. Envidia
10. Mafiosa
11. Puro veneno
12. La presa
13. Escaleras de metal
14. Todo roto
15. Nathy Peluso: Bzrp Music Sessions Vol. 36
16. Manhattan
17. San sana
18. La mentira
19. Corashe
20. Ideas radicales
21. Mamá
22. El día que perdí mi juventud
23. Emergencia
24. Salvaje
25. Menina
26. Buenos Aires
27. Vivir así es morir de amor (cover di Camilo Sesto)
28. Remedio

## Date del tour
| Data             | Città                      | Stato          | Luogo                     |
| America Latina   | America Latina             | America Latina | America Latina            |
| ---------------- | -------------------------- | -------------- | ------------------------- |
| 27 ottobre 2024  | Città del Messico          | Messico        | Auditorio Nacional        |
| 30 ottobre 2024  | Buenos Aires               | Argentina      | Movistar Arena            |
| Europa           |                            |                |                           |
| 9 febbraio 2025  | Milano                     | Italia         | Fabrique                  |
| 11 febbraio 2025 | Berlino                    | Germania       | Columbiahalle             |
| 13 febbraio 2025 | Amsterdam                  | Paesi Bassi    | Melkweg                   |
| 15 febbraio 2025 | Parigi                     | Francia        | Salle Pleyel              |
| 16 febbraio 2025 | Bruxelles                  | Belgio         | Cirque Royal              |
| 19 febbraio 2025 | Londra                     | Regno Unito    | Roundhouse                |
| Nord America     |                            |                |                           |
| 5 marzo 2025     | Miami Beach                | Stati Uniti    | Fillmore Miami Beach      |
| 7 marzo 2025     | Washington, D.C.           | Stati Uniti    | 9:30 Club                 |
| 8 marzo 2025     | New York City              | Stati Uniti    | Brooklyn Paramount        |
| 12 marzo 2025    | Chicago                    | Stati Uniti    | The Vic                   |
| 15 marzo 2025    | Los Angeles                | Stati Uniti    | The Novo                  |
| America Latina   |                            |                |                           |
| 20 marzo 2025    | Santiago del Cile          | Cile           | Basel Venue               |
| 22 marzo 2025    | Santiago del Cile          | Cile           | Parque Cerrillos          |
| 23 marzo 2025    | Buenos Aires               | Argentina      | Hipódromo de San Isidro   |
| 25 marzo 2025    | Montevideo                 | Uruguay        | Teatro de Verano          |
| 27 marzo 2025    | Córdoba                    | Argentina      | Plaza de la Música        |
| 29 marzo 2025    | Bogotá                     | Colombia       | Parque Simón Bolívar      |
| 4 aprile 2025    | Monterrey                  | Messico        | Parque Fundidora          |
| 6 aprile 2025    | Città del Messico          | Messico        | Parque Bicentenario       |
| Europa           |                            |                |                           |
| 12 giugno 2025   | Calvià                     | Spagna         | Antiguo Aquapark Calvià   |
| 14 giugno 2025   | Barcellona                 | Spagna         | Sonar                     |
| 20 giugno 2025   | Marbella                   | Spagna         | Auditorio Marbella        |
| 28 giugno 2025   | Bruxelles                  | Belgio         | Atomium Square            |
| 4 luglio 2025    | Las Palmas de Gran Canaria | Spagna         | Stadio di Gran Canaria    |
| 10 luglio 2025   | Oeiras                     | Portogallo     | Passeio Marítimo de Algés |
| 12 luglio 2025   | Bilbao                     | Spagna         | Kobetamendi               |
| 17 luglio 2025   | Köniz                      | Svizzera       | Monte Gurten              |
| 18 luglio 2025   | Montreux                   | Svizzera       | Casino de Montreux        |
| 20 luglio 2025   | Parigi                     | Francia        | Longchamp                 |
| 23 luglio 2025   | Sallent de Gállego         | Spagna         | Pirineo Sur               |
| 26 luglio 2025   | A Coruña                   | Spagna         | Porto da Coruña           |
| 30 luglio 2025   | Cadice                     | Spagna         | Sancti Petri              |
| 9 agosto 2025    | Almería                    | Spagna         | El Toyo Beach             |
| America Latina   |                            |                |                           |
| 30 ottobre 2025  | San Juan                   | Porto Rico     | Coca-Cola Music Hall      |

### Cancellazioni
| Data            | Città             | Stato          | Luogo          | Causa              |
| America Latina  | America Latina    | America Latina | America Latina | America Latina     |
| --------------- | ----------------- | -------------- | -------------- | ------------------ |
| 6 novembre 2024 | Santiago del Cile | Cile           | Movistar Arena | Problemi logistici |